# Волоша
Волоша (укр. Волоша) — село, входит в Кузьмовский сельский совет Сарненского района Ровненской области Украины.
Население по переписи 2001 года составляло 220 человек. Почтовый индекс — 34561. Телефонный код — 3655. Код КОАТУУ — 5625483902.

## Местный совет
34561, Ровненская обл., Сарненский р-н, с. Кузьмовка, ул. Кузнецова, 81а.